# Peraleda de la Mata

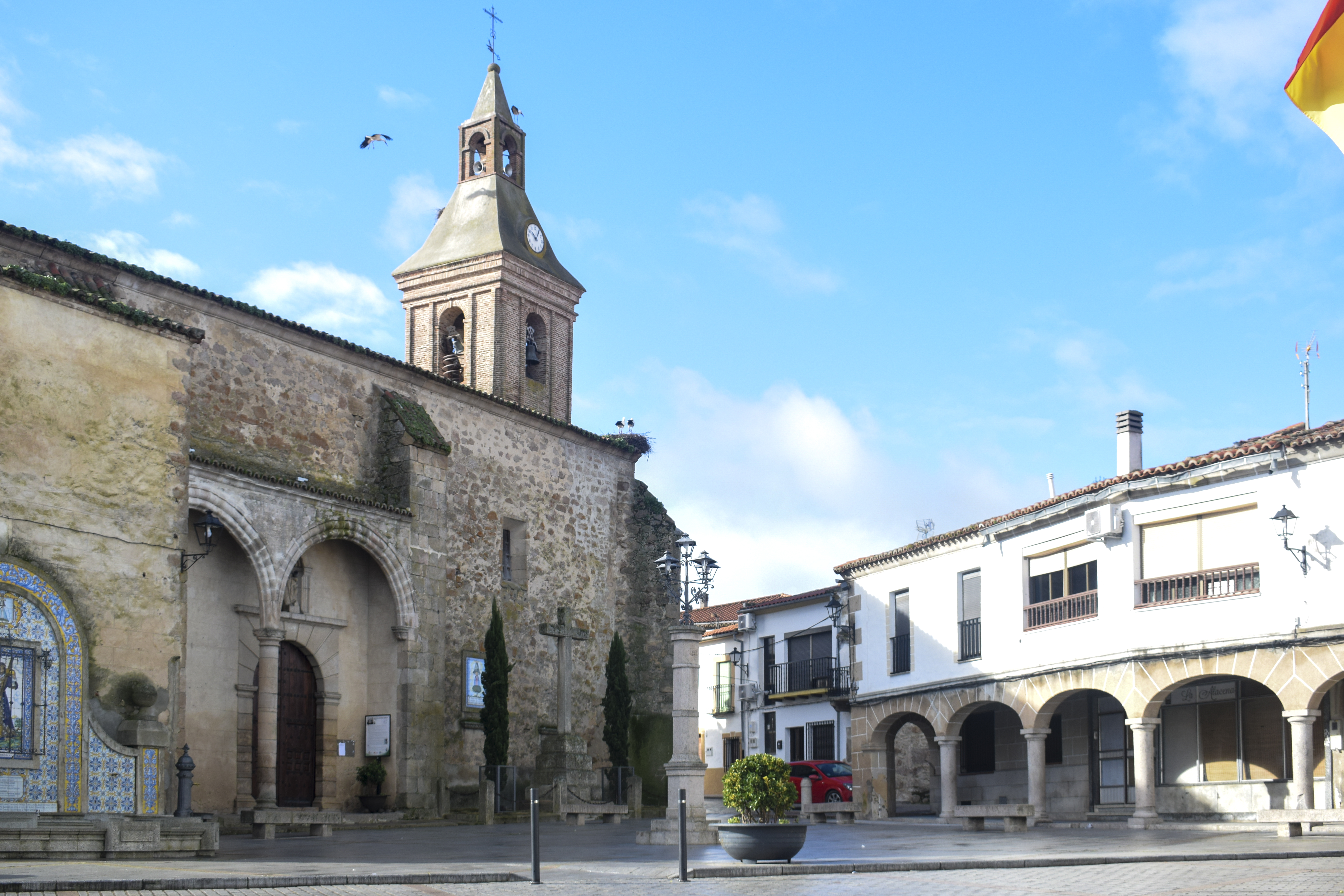
Plaza de España.

Peraleda de la Mata es un municipio y localidad española de la provincia de Cáceres, en la comunidad autónoma de Extremadura. El término municipal tiene una población de 1431 habitantes (INE 2024).

## Geografía
El término municipal se extiende en un terreno llano, en pleno Campo Arañuelo, comarca a la que pertenece. Al sur de su territorio, el embalse de Valdecañas que recoge las aguas del río Tajo, hace de límite con la comarca de Los Ibores. El municipio se sitúa a 122 km de la capital cacereña y se alza a 341 m sobre el nivel del mar. 
Se sitúa en el límite de la provincia de Cáceres con la provincia de Toledo, a unos 170 km de Madrid y se accede a ella desde la autovía de Extremadura (A-5).
| Noroeste: Navalmoral de la Mata | Norte: Rosalejo      | Noreste: Talayuela                |
| Oeste: Millanes                 |                      | Este: Oropesa (exclave), El Gordo |
| Suroeste: Valdehúncar           | Sur: Bohonal de Ibor | Sureste: Bohonal de Ibor          |

## Historia
Muy cercano al término municipal hay un yacimiento arqueológico de la Edad de Bronce, el Dolmen de Guadalperal. Este sufrió modificaciones en época prehistórica y después fue expoliado por la civilización romana.  Actualmente se encuentra bajo las aguas de un pantano.
Aunque en la zona se pueden encontrar asentamientos desde la Prehistoria, el hecho de que toda la comarca natural del Campo Arañuelo, a la que pertenece Peraleda, fuese zona de frontera, lugar de disputas, saqueos y correrías de todo tipo de elementos, impidió el asentamiento de poblaciones de forma permanente. A ello contribuyó también la insalubridad de la zona, con una gran incidencia del paludismo hasta fechas relativamente recientes. 
Por todo ello, no hay indicios de que tanto Peraleda, como otras localidades del extinto Concejo de la Campana de la Mata, tal y como las conocemos fuesen creadas mucho antes de los siglos XIV o XV, seguramente al amparo de la trashumancia que desde Ávila y Salamanca bajaba por la Cañada Real Leonesa. De hecho, son curiosas aún hoy las coincidencias de costumbres, apellidos y topónimos con los de la parte sur de Salamanca y Ávila.
Sin embargo, —y a pesar de lo anterior— parece que hay evidencias de que allá por el siglo XII ya existía algún tipo de poblamiento en lo que era el cruce de dos calzadas romanas. Un hecho que, a pesar de la falta de agua por estar situada en la divisoria de aguas entre el Tajo y el Tiétar, confería al primitivo asentamiento peraleo una innegable ventaja como lugar estratégico donde el flujo de personas y mercancías era constante.
Peraleda formó parte del referido Concejo de la Campana de la Mata junto con otras localidades del entorno, como Navalmoral de la Mata. Este concejo se reunía en la cercana iglesia de Santa María, hoy un despoblado conocido como San Gregorio. En el siglo XVII consigue Peraleda el título de villa, junto a otras localidades del concejo de la Mata, como Millanes, Navalmoral, Torviscoso o Malhincada (Majincal).
A principios del siglo XIX la Guerra de la Independencia contra los franceses frenó el desarrollo de toda la zona, que recuperaría muy lentamente a lo largo de ese siglo y del siguiente. 
Especialmente doloroso fue el año de 1855, en el que una epidemia de cólera diezmó la población del pueblo, no solo por el gran número de fallecidos, sino también por el hecho de que familias enteras huyeron ante el temor del contagio.
En el siglo XX, la Guerra Civil, con sus posteriores "años del hambre", supuso otro paréntesis del que el pueblo comenzó a recuperarse en los años posteriores. Sin embargo, la construcción y puesta en funcionamiento del embalse de Valdecañas a principio de los años sesenta supuso la pérdida de las mejores tierras de cultivo del pueblo, localizadas en las vegas junto al Tajo (Vega de Alarza), lo que se tradujo en la diáspora de gran parte de su población hacia los centros industriales del país, fundamentalmente Madrid y sus alrededores. De esa despoblación pueden dar fe los censos de los años cincuenta en que la localidad contaba con unos 3500 habitantes, frente a los aproximadamente 1500 con los que cuenta en la actualidad.
La puesta en regadío de tierras en la década de los setenta supuso un pequeño freno en la emigración, pero cargó a los regantes con una hipoteca en forma de amortización de costes de las obras que aún a día de hoy colea.

## Demografía
Peraleda de la Mata cuenta con una población de 1431 habitantes (INE 2024).
| Gráfica de evolución demográfica de Peraleda de la Mata entre 1842 y 2021 |
| |
| Población de derecho según los censos de población del INE Población de hecho según los censos de población del INEEntre el censo de 1950 y el anterior, crece el término del municipio porque incorpora a Torviscoso. |

## Economía
La base de su economía es básicamente agrícola y ganadera, con predominio de la cabaña ovina. Recientemente el pueblo ha impulsado su modernización con la creación de un gran polígono industrial colindante con la autovía A-5.

## Transportes
Se ubica a unos 9 km al sureste de Navalmoral de la Mata junto a la carretera EX-118, que une Navalmoral con Guadalupe pasando por el oeste de la localidad de Peraleda. Esta carretera está por lo general en buen estado y permite un acceso rápido a la Autovía del Suroeste, situada a 7 km de Peraleda justo antes de llegar a Navalmoral. Además de la EX-118 existen aquí dos caminos rurales de la Diputación o carreteras secundarias: la CC-120, que sale al noreste de Peraleda como ruta alternativa para ir a la autovía; y la CC-54, que sale unos 4 km al sur del pueblo hacia el oeste para ir a Valdehúncar.

## Patrimonio

### Monumentos religiosos

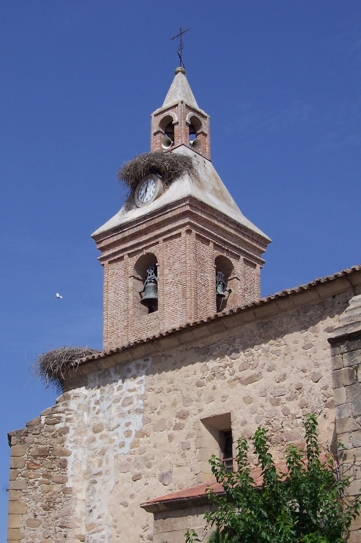
Iglesia de Santiago Apóstol. Siglo XVI.

Como monumentos interesantes merecen destacarse la iglesia parroquial católica bajo la advocación de Santiago Apóstol, en la archidiócesis de Mérida-Badajoz, diócesis de Plasencia, arciprestazgo de Navalmoral de la Mata. Edificio del siglo XVI (en la imagen), así como la ermita del Cristo de la Humildad, fechada aproximadamente en el siglo XVII o la ermita de San Vicente, muy pequeña y de planta cuadrada, situada en una plazuela del barrio al que da nombre.
- Ermita del Stmo. Cristo de la Humildad: Coqueta construcción barroca, que data de finales del siglo XVIII, y cuyo retablo central, de traza postchurrigueresca, ha sido recientemente restaurado. Alberga al patrón del municipio, el Santísimo Cristo de la Humildad, y está situada en un emblemático barrio del municipio.
- Iglesia parroquial de Santiago Apóstol: Construida a mediados del siglo XVI, este edificio de corte renacentista, constituye uno de los monumentos de mayor riqueza ornamental del Campo Arañuelo. Su fábrica es esencialmente de mampostería con refuerzo de sillares en esquinas, contrafuertes y vanos, y de ladrillo en el remate de su torre campanario. Presenta una impresionante bóveda gótica y un precioso y minucioso retablo central, a base de racimos, guirnaldas, paños y volutas, que algunos atribuyen a la escuela de Churriguera.

### Plaza de España
Semiporticada con balcones protegidos con barandillas de madera, destaca por su buena factura y conservación el edificio del Ayuntamiento. Alberga una fuente especialmente significativa para los peraleos, La Pilata, construida en los años 20 del siglo pasado y remodelada en los años 1970, revestida de cerámica, y sus entrelazados dibujan la figura del patrón del municipio, el Cristo de la Humildad.

### Arqueología

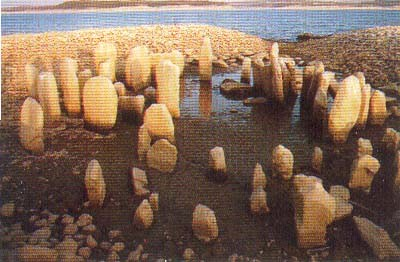
Dolmen de Guadalperal.

A unos 5 km en dirección hacia Guadalupe se halla el embalse de Valdecañas, en el río Tajo y junto a él, en el término municipal de Bohonal de Ibor, se encuentran las ruinas de un importante monumento romano conocido como Los Mármoles. Estas ruinas proceden del desaparecido pueblo de Talavera la Vieja (Talaverilla) anegada por las aguas del embalse en 1963.
- Puente romano: Levantado prodigiosamente sobre el arroyo de Valparaíso, posee un único arco de medio punto y dibuja la antigua calzada romana que unía Augusta Emerita con Toletum.
- Dolmen de Guadalperal: Situado a 5 km de Peraleda, bajo las aguas del embalse de Valdecañas, es un monumento megalítico prehistórico que data de los milenios iii y ii a. C., actualmente sepultado bajo el embalse de Valdecañas.[8]

## Festividades

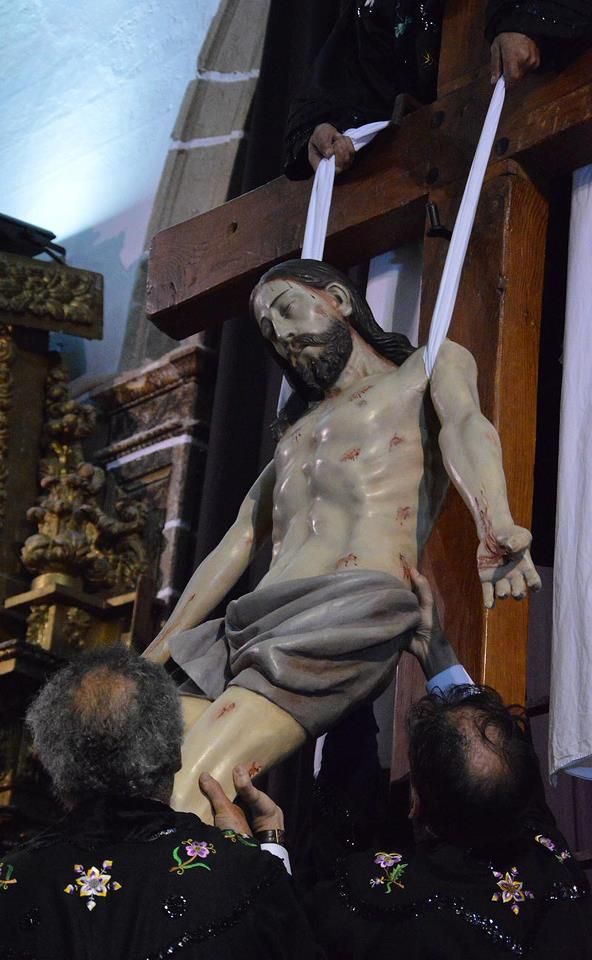
Viernes Santo. Peraleda de la Mata.

Las fiestas patronales en honor del Santísimo Cristo de la Humildad se celebran los días 14 y 15 de septiembre, muy animadas gracias a la gran cantidad de peñas. 
Quizá la fiesta más interesante y vivida con más intensidad por los peraleos es la celebración de su Semana Santa, de cuyos orígenes queda constancia escrita desde al menos el siglo XVII. El punto culminante ocurre en la tarde del Viernes Santo, en la que se representa una escenificación del descendimiento de Cristo con una talla articulada de tamaño natural que es descolgada de la cruz. Posteriormente será introducida en una urna de cristal y llevada en procesión hasta la ermita del Cristo, en el barrio del mismo nombre. 
De las hermandades existentes en el principio de la Semana Santa Peralea, en la actualidad queda sólo la Cofradía del Descendimiento y de Nuestra Señora de los Dolores, que desfila en procesión con hábitos negros el Jueves y el Viernes Santo. Esta Cofradía tiene unas costumbres muy peculiares. Cada año se elige una Diputación compuesta por un matrimonio que ya ha actuado años antes como Diputados bajo las órdenes de un Amo (el resto de la Cofradía les denominará Hermano Mayor y Hermana Mayora respectivamente), y otros cuatro matrimonios que entran con ellos como sus Mozos (para la Hermandad se llamaran llamados Diputados y entre ellos "compañeros" y "compañeras"). 
Se encargan de preparar y coordinar las celebraciones, buscando los Ángeles y las Magdalenas para las procesiones, son los encargados de realizar el descendimiento, los que coordinan las guardias y demás asuntos necesarios para la Semana Santa tradicional de Peraleda.
Lo curioso es que las relaciones que se establecen entre los miembros de cada diputación no se limitan al año o años en los que estén actuando, sino que lo son de por vida.
Goza también de gran tradición y vitalidad la celebración de los Carnavales, fiesta en la que participa la práctica totalidad de peraleos y peraleas agrupados en numerosas peñas. Hay que resaltar que ni siquiera la prohibición de los años de la dictadura hizo que los peraleos dejaran de celebrarlos. Como reza una canción popular: "nos vamos a divertir / con permiso del alcalde / y de la Guardia Civil".

## Deportes
- Grupo de Montaña El Garigolo[13]